# Lykkeland
Lykkeland (Engels: State of Happiness) is een Noorse dramaserie die in 2018 op NRK1 begon. 
De serie gaat over de tijd waarin Noorwegen het olietijdperk ingaat en volgt enkele families en mensen in Stavanger van 1969 tot 1972 die grote omwentelingen meemaken wanneer de stad verandert van een lokale gemeenschap met visserij, scheepvaart en landbouw als de belangrijkste industrieën, naar een internationale, rijke oliestad. Het tweede seizoen ging in première op 2 januari 2022 en gaat over dramatische gebeurtenissen tussen 1977 en 1980. Seizoen 2 inspireerde een campagne voor gendergelijkheid op sociale media. Een derde seizoen, dat de jaren 1987 tot 1990 beslaat, werd besteld in oktober 2022, en het filmen begon in maart 2023.
De serie won twee prijzen op het dat jaar nieuw opgerichte Canneseries Festival in 2018. Het eerste seizoen van de serie won vijf prijzen op het Noorse festival Gullruten 2019: Beste Dramaserie, Beste Actrice (Anne Regine Ellingsæter), Beste Regisseur TV Drama (Petter Næss en Pål Jackman), Beste Scenario in TV Drama (Mette Marit Bølstad) en Beste Kostuumontwerp (Karen Fabritius Gram). Tijdens de Gullruten 2022 awards won het tweede seizoen van de serie vijf prijzen, waaronder Beste Mannelijke Bijrol voor Pia Tjelta en Beste Regisseur TV Drama voor Petter Næss.
De serie werd geregisseerd door Petter Næss en Pål Jackman. Het scenario is van Mette Marit Bølstad.

## Rolverdeling
- Anne Regine Ellingsæter als Anna Hellevik, een secretaresse en de verloofde van Christian
- Amund Harboe als Christian Nyman (seizoen 1), een booreilandduiker en Anna's verloofde
- Paal Herman Ims als Christian Nyman (seizoen 2)
- Bart Edwards als Jonathan Kay, een advocaat van Phillips Petroleum Company
- Malene Wadel als Toril Torstensen, een jonge moeder en arbeider bij het bedrijf van Fredrik Nyman
- Pia Tjelta als Ingrid Nyman, vrouw van Fredrik en moeder van Christian
- Per Kjerstad als Fredrik Nyman, eigenaar van een visconservenbedrijf in Stavanger, echtgenoot van Ingrid en vader van Christian
- Mads Sjøgård Pettersen als Martin Lekanger, een booreilandduiker
- Vegar Hoel als Arne Rettedal
- Adam Fergus als Ed Young, een zakenman van Phillips Petroleum Company
- Roar Kjølv Jenssen als Leif Larsen
- Ingrid Jørgensen Dragland als Oddfrid Hellevik
- Sigve Bøe als Hardon Hellevik
- Marit Synnøve Berg als Bergljot Eriksen
- Mats Eldøen als Gunnar Sandvik
- Ole Christoffer Ertvaag als Rein Hellevik, Anna's broer
- Laila Goody als Randi Torstensen, Toril's moeder